# أميرة في عابدين (مسلسل)
أميرة في عابدين ، هو مسلسل درامي مصري عرض في رمضان عام 2002

## قصة العمل
«أميرة» الشخصية القوية التي يستشهد زوجها الأول في حرب الإستنزاف تاركا لها طفلين "جمال" و"غادة" ثم يتوفى والدها قبل مرور عام واحد على وفاة الزوج وحيدة بلا سند. يتقدم "عبد المنصف" المحامى للزواج منها وتوافق لتبدأ مرحلة مستقرة على مدى 27 عاماً تحياها في الزمالك التي أنتقلت اليها بعد تحول "عبد المنصف" إلى رجل أعمـال مشهور وفجأة يسافر زوجها وابنها الذي أصبح مدير المؤسسة المالية ومعهم "طارق" زوج ابنتها "غادة" إلى الخارج بحجة إتمام صفقة لتكتشف حقيقة هروبهم خوفاً من القبض عليهم في قضايا مالية تتعلق بالشركة لكن الابن "جمال" يعود ليقف بجوار أمه الوحيدة حتى ينجح الأنتربول في القبض على "عبد المنصف" و"طارق" وإعادتهما ليتم محاكمتهم ويدخلان السجن في حين يصبح "جمال" شاهد ملك ويبدأ مرحلة من جديد من حياته بعد أن يعود مع أمه وأخته إلى عابدين.

## الممثلون
- سميرة أحمد: (أميرة العرابى)
- يوسف شعبان" (عبد المنصف)
- حنان ترك: (غادة)
- محمد رياض: (جمال / رأفت السحرتى)
- رجاء الجداوي
- سميحة أيوب: (رجاء السحرتى)
- توفيق عبد الحميد: (د.شلبي)
- جيهان راتب
- عصمت محمود
- نيفين محمد
- نور السمري
- منى حسين: (نوشه)
- أحمد شاكر عبد اللطيف: (طارق)
- عهدي صادق
- عثمان محمد علي (ضيف شرف)
- نهى العمروسي (ضيفة شرف)
- عبدالعزيز مخيون (ضيف شرف)
- جلال عبدالقادر
- إبراهيم يسري (ضيف شرف)
- رجاء أمين
- صلاح عبد الحميد
- وفاء عامر (عزيزة - ضيفة شرف)
- علاء زينهم
- مصطفى حشيش
- سامي أنور
- أيمن حموده
- أمين عنتر
- محمود بشير
- محمد عتريس
- ناصر شاهين
- محمود زكي
- سعيد الصالح